# Rijksbelastingacademie
De Rijksbelastingacademie was tussen 1939 en 1966 een Nederlands nationaal opleidingsinstituut tot belastinginspecteur. Deze destijds hoogste fiscale opleiding was een vereiste om een dergelijke functie te krijgen, en was gevestigd te Rotterdam, op het adres Parklaan 16. Na opheffing van de academie werd het Belasting & Douane Museum in het pand gevestigd (dat het al deelde). Na die opheffing in 1964 kwam de Rijksuniversiteit Leiden in 1965 als eerste met een studierichting Fiscaal recht. De andere universiteiten volgden kort daarna met de opleiding fiscaal recht/fiscale economie.
Na de opleiding werd men geplaatst op een Inspectie der Invoerrechten en Accijnzen (waaronder ook de heffing van de omzetbelasting viel) of een Inspectie der Directe Belastingen, of een " Inspectie der Registratie en Successie", in de rang van surnumerair in vaste dienst met de persoonlijke titel van adjunct-inspecteur in ambulante dienst. De adjunct-inspecteur werd drie jaar later benoemd tot inspecteur der belastingen; hij kon via promotie benoemd worden tot hoofdinspecteur-titulair ( dat was als regel 17 jaar na het slotexamen van de Rijksbelastingacademie ) en nadien ook tot hoofdinspecteur. Deze promotie ging via anciënniteitsjaren, maar was mede afhankelijk van de grootte (bemensing) van het kantoor. Een snellere methode was om te solliciteren naar een vacante functie op een ander belastingkantoor. Op elk kantoor was de inspecteur met de hoogste rang Het hoofd van dienst.
De opleiding werd pas in 1954 opengesteld voor vrouwen, na druk vanuit de Tweede Kamer door onder meer Corry Tendeloo van de Partij van de Arbeid.
Voor hen die de Rijksbelastingacademie met goed gevolg hadden afgesloten, was er een overgangsregeling om alsnog de graad van mr. in de rechten te verkrijgen. Vereist was daartoe het behalen van tentamen/examen in ( toen: uitgebreid) Romeins recht, Oud vaderlands recht, Openbare financien, en het geschreven hebben en goedbevonden zijn van een of meer werkstukken/scripties op fiscaal gebied. Er was evenwel geen praktische invulling aan deze mogelijkheid gegeven, zoals een universitaire applicatie op van abiturient rijksbelastingacademie naar universitair mr in de rechten. Tijdsruimte om colleges aan de universiteit te volgen werd door Financien niet gegeven, en de Open Universiteit was er toen ook nog niet. Het alsnog behalen van de graad van mr in de rechten was zodoende praktisch gesproken weinig eenvoudig. Waarbij kwam, dat zij die nieuw van de universiteit instroomden bij de Belastingdienst, een hogere honorering kregen dan abiturienten van de rijkbelastingacademie hadden, en het door dezen alsnog behalen van de graad van mr in de rechten, bracht aan hen desondanks geen dienovereenkomstige verhoging van de salariering. Dit alles heeft niet meegewerkt aan het alsnog behalen van de graad van mr in de rechten door abiturienten van de rijksbelastingacademie, noch strekte het ten goede aan henzelf, en evenmin aan de kwaliteit  voor en van hoofdambtenaren van de Belastingdienst.   